# Il Secolo XIX
Il Secolo XIX (XIX prononcé decimonono) dit Il Secolo, est un quotidien italien, fondé à Gênes en avril 1886, qui diffuse à 100 000 exemplaires en moyenne.

## Histoire
Ce quotidien est lancé par l'homme politique et homme de presse vénitien Ferruccio Macola grâce au financement du marquis Marcello Durazzo.
En 1897, il est racheté par Ferdinando Maria Perrone, propriétaire de la société génoise Ansaldo. Le propriétaire actuel est la société Blue Media Srl contrôlée par l'armateur MSC, qui a racheté le quotidien en mars 2024.
En 1997, les ventes étaient de 127 825 exemplaires, et en 2008, elles tombent à 103 223.
Il a été l'un des premiers quotidiens italiens à imprimer ses pages en couleurs.